# Regierung Stoltenberg I
Die Regierung Stoltenberg I bildete vom 17. März 2000 bis zum 19. Oktober 2001 die Regierung des Königreiches Norwegen und wurde von Ministerpräsident Jens Stoltenberg (Arbeiderpartiet, Ap) geführt.
| Ressort                                      | Minister                    | Zeitraum            | Partei |
| -------------------------------------------- | --------------------------- | ------------------- | ------ |
| Ministerpräsident                            | Jens Stoltenberg            |                     | Ap     |
| Äußeres                                      | Thorbjørn Jagland           |                     | Ap     |
| Verteidigung                                 | Bjørn Tore Godal            |                     | Ap     |
| Wirtschaft und Handel                        | Grete Knudsen               |                     | Ap     |
| Finanzen                                     | Karl Eirik Schjøtt-Pedersen |                     | Ap     |
| Arbeit und Verwaltung                        | Jørgen Kosmo                | bis 5. Oktober 2001 | Ap     |
| Arbeit und Verwaltung                        | Sylvia Brustad (komm.)      | ab 5. Oktober 2001  | Ap     |
| Kommunen und Regionen                        | Sylvia Brustad              |                     | Ap     |
| Soziales und Gesundheit (Bereich Soziales)   | Guri Ingebrigtsen           |                     | Ap     |
| Soziales und Gesundheit (Bereich Gesundheit) | Tore Tønne                  |                     | Ap     |
| Transport und Kommunikation                  | Terje Moe Gustavsen         |                     | Ap     |
| Fischerei                                    | Otto Gregussen              |                     | Ap     |
| Entwicklungshilfe im Außenministerium        | Anne Kristin Sydnes         |                     | Ap     |
| Umweltschutz                                 | Siri Bjerke                 |                     | Ap     |
| Landwirtschaft                               | Bjarne Håkon Hanssen        |                     | Ap     |
| Justiz und Polizei                           | Hanne Harlem                |                     | Ap     |
| Kinder und Familie                           | Karita Bekkemellem Orheim   |                     | Ap     |
| Öl und Energie                               | Olav Akselsen               |                     | Ap     |
| Kirche, Ausbildung und Forschung             | Trond Giske                 |                     | Ap     |
| Kultur                                       | Ellen Horn                  |                     | Ap     |